# Parque Nacional Towada-Hachimantai
O Parque Nacional Towada-Hachimantai é um parque nacional japonês, localizado nas prefeituras de Aomori, Akita e Iwate. Extendendo-se por 85 534 hectares, foi designado parque nacional em 1 de fevereiro de 1936.